# Platyarthrus sorrentinus
Platyarthrus sorrentinus är en kräftdjursart som beskrevs av Karl Wilhelm Verhoeff1931. Platyarthrus sorrentinus ingår i släktet Platyarthrus och familjen myrbogråsuggor. Inga underarter finns listade i Catalogue of Life.